# Parafia św. Szymona i Judy Tadeusza Apostołów w Dywitach
Parafia Świętych Szymona i Judy Tadeusza Apostołów w Dywitach – rzymskokatolicka parafia w Dywitach, należąca do archidiecezji warmińskiej i dekanatu Dobre Miasto.
Została utworzona 5 października 1366.